# Speleonura kenchristianseni
Genre
Espèce
Speleonura kenchristianseni, unique représentant du genre Speleonura, est une espèce de collemboles de la famille des Neanuridae.

## Distribution
Cette espèce est endémique de Virginie aux États-Unis. Elle se rencontre dans le comté de Bath dans la grotte Porter's Cave.

## Description
La femelle holotype mesure 550 µm. Ce collembole est anophtalme.

## Étymologie
Cette espèce est nommée en l'honneur de Kenneth A. Christiansen.

## Publication originale
- Palacios-Vargas & Simón-Benito, 2007 : A new genus and three new species of Neanuridae (Collembola) from North America. Journal of cave and karst studies the National Speleological Society bulletin, vol. 69, no 3, p. 318-325.